# Milton Margai
Milton Augustus Strieby Margai (Freetown, 1895 – Gbamgbatok, 1964) è stato un politico sierraleonese.
Nel 1961 ottenne dal Regno Unito l'indipendenza della Sierra Leone, di cui fu presidente fino al 1964. Gli succedette suo fratello Albert Margai, poi rovesciato da un golpe militare nel 1967.